# Bilancio tecnico attuariale
Il bilancio tecnico attuariale, nell'ordinamento giuridico italiano, è un bilancio di previsione di un ente di gestione di forme di previdenza obbligatorie (previdenza di primo pilastro) o di fondi pensione, sviluppato per un periodo futuro fino a 30 anni, oppure a 50 anni o a 90 anni, che tiene conto per le entrate contributive o fiscali o dei premi degli assicurati e le uscite previdenziali previste della legislazione vigente o delle rendite previste dai contratti; esso è sviluppato partendo dai dati iniziali di patrimonio e popolazione degli iscritti, reali, e sulla base delle tabelle attuariali di mortalità della popolazione e dei parametri di sviluppo dell'economia (variazione del PIL, inflazione, rendimento del patrimonio) e delle spese di gestione, valuta l'equilibrio della gestione finanziaria dell'ente o del fondo pensione cui è riferito. Il bilancio tecnico attuariale è redatto dagli attuari.

## Bilancio tecnico attuariale degli enti di gestione di forme di previdenza obbligatorie con sistema di gestione a ripartizione
Il bilancio tecnico attuariale è fondamentale per la valutazione della stabilità finanziaria di enti gestori di forme di previdenza obbligatoria con la gestione finanziaria a ripartizione in quanto le prestazioni sono totalmente scollegate alle entrate finanziarie-fiscali. Per gli enti o i fondi pensione gestiti a capitalizzazione, il bilancio tecnico attuariale assume una valenza di tipo assicurativo o di verifica delle previsioni statistico-finanziarie.

### Normativa di riferimento per la redazione dei bilanci tecnici
1. Art. 2 c. 2 L. 509/1994[2] "2.  La gestione economico-finanziaria deve assicurare l'equilibrio di bilancio mediante l'adozione di provvedimenti coerenti alle indicazioni risultanti dal bilancio tecnico da redigersi con periodicità almeno triennale."
2. Decreto 29 novembre 2007[3] del Ministero del lavoro e della previdenza sociale
3. Circolare 16 giugno 2012[4] del Ministero del Lavoro e delle Politiche Sociali

### Glossario
Il decreto 27 novembre 2007 prevede il riepilogo del bilancio tecnico attuariale secondo un allegato che contiene le seguenti voci:
- Entrate
  - Contributi
    - Contributi soggettivi
    - Contributi integrativi
    - Contributi per ricongiunzioni, riscatti, contribuzioni volontarie

  - Rendimenti
  - Altre entrate
- Totale entrate
- Uscite
  - Prestazioni
    - Prestazioni pensionistiche
    - Altre prestazioni (inclusi i montanti restituiti)

  - Altre uscite (ricongiunzioni passive)
  - Spese di gestione
- Totale uscite
- Saldo previdenziale (differenza tra i contributi correnti e le prestazioni previdenziali correnti)
- Saldo totale (differenza tra le entrate e le uscite)
- Patrimonio a fine anno (patrimonio dell'anno precedente sommato al saldo totale dell'anno corrente)(da confrontare con le riserve tecniche o la riserva legale)

### Stabilità della gestione finanziaria - Indicatori
La stabilità della gestione finanziaria è valutata con gli indicatori previsti dalla normativa vigente per le annualità richieste (50 anni).
- Verifica della congruità del patrimonio netto per la copertura della riserva legale pari a cinque annualità delle pensioni correnti;
- Verifica della congruità dell'aliquota contributiva vigente, attraverso il rapporto tra la differenza tra la spesa per prestazioni previdenziali e le entrate per contribuzioni previdenziali ed il monte reddituale imponibile. Tale parametro, non considera il rapporto pensionati/iscritti e pertanto è significativo per la verifica dell'equilibrio gestionale a scapito della adeguatezza delle promesse pensionistiche.

### Adeguatezza delle prestazioni pensionistiche
Il bilancio tecnico attuariale deve valutare anche l'adeguatezza delle prestazioni pensionistiche attraverso l'analisi del tasso di sostituzione.

La norma non indica dei valori di riferimento.

### Leggi
- Costituzione della Repubblica Italiana
- Decreto legislativo 30 giugno 1994, n. 509, in materia di "Attuazione della delega conferita dall'art. 1, comma 32, della legge 24 dicembre 1993, n. 537, in materia di trasformazione in persone giuridiche private di enti gestori di forme obbligatorie di previdenza e assistenza."
- Ministero del lavoro e della previdenza sociale - Decreto 29 novembre 2007 (PDF)[collegamento interrotto].
- Ministero del lavoro e della previdenza sociale - Decreto 29 novembre 2007.
- Decreto-legge 2 dicembre 2011, n. 201, articolo 24, in materia di "Disposizioni urgenti per la crescita, l'equita' e il consolidamento dei conti pubblici."

### Circolari
- Circolare Ministero del Lavoro e delle Politiche sociali - 16 giugno 2012 (PDF) (archiviato dall'url originale il 4 maggio 2014).

### News
- L’insostenibile leggerezza della sostenibilità previdenziale, in TheWalkingDebt. URL consultato il 20 agosto 2014.
- Antonio Castro, Pensioni, c'è un altro buco da 10 miliardi, in Libero Quotidiano. URL consultato il 15 gennaio 2014.
- Il bilancio tecnico degli enti previdenziali, in CNPADC NEWS. URL consultato il 1º aprile 2013 (archiviato dall'url originale il 18 luglio 2012).
- Rivista 1/2009, su docs.google.com. URL consultato il 20 marzo 2013.

### Web
- Analisi macroprudenziale e stress testing dell’ultimo bilancio tecnico: alla ricerca della stabilità finanziaria, in DirittoeGiustizia. URL consultato il 4 aprile 2013.